# More Sorcery
| Recensione | Giudizio |
| ---------- | -------- |
| AllMusic   | [ 1 ]    |

More Sorcery è un album discografico Live di Gabor Szabo, pubblicato dalla casa discografica Impulse! Records nel febbraio (o) marzo del 1968.

## Tracce
Lato A
1. Los matodoros – 12:11 (Gabor Szabo) – Registrato dal vivo il 14 e 15 aprile 1967 al The Jazz Workshop di Boston, Massachusetts
2. People – 5:12 (Bob Merrill, Jule Styne) – Registrato dal vivo il 14 e 15 aprile 1967 al The Jazz Workshop di Boston, Massachusetts
3. Corcovado (Quiet Nights) – 3:21 (Antonio Jobim) – Registrato dal vivo il 14 e 15 aprile 1967 al The Jazz Workshop di Boston, Massachusetts

Lato B
1. Lucy in the Sky with Diamonds – 9:42 (John Lennon, Paul McCartney) – Registrato dal vivo il 17 settembre 1967 al Monterey Jazz Festival di Monterey, California
2. Comin' Back – 4:55 (Gabor Szabo, C Otis) – Registrato dal vivo il 17 settembre 1967 al Monterey Jazz Festival di Monterey, California
3. Spellbinder – 6:49 (Gabor Szabo) – Registrato dal vivo il 17 settembre 1967 al Monterey Jazz Festival di Monterey, California

## Musicisti
Los matodoros / People / Corcovado (Quiet Nights)
- Gabor Szabo - chitarra
- Jimmy Stewart - chitarra
- Louis Kabok - chitarra basso
- Marty Morrell - batteria
- Hal Gordon - percussioni[4]

Lucy in the Sky with Diamonds / Comin' Back / Spellbinder
- Gabor Szabo - chitarra
- Jimmy Stewart - chitarra
- Louis Kabok - basso
- Bill Goodwin - batteria
- Hal Gordon - percussioni[5]

Note aggiuntive
- Bob Thiele - produttore
- Registrazioni live effettuate: 14 e 15 aprile 1967 al Jazz Workshop di Boston (Massachusetts) e il 17 settembre 1967 al Monterey Jazz Festival di Monterey (California)
- Ed Begley - ingegnere delle registrazioni (brani: Los matodoros / People / Corcovado (Quiet Nights)
- Wally Heider - ingegnere delle registrazioni (brani: Lucy in the Sky with Diamonds / Comin' Back / Spellbinder)
- Charles Stewart - fotografia copertina frontale album
- Bob Thiele - fotografia retrocopertina album
- Robert & Barbara Flynn - design copertina frontale album
- Joe Lebow - design retrocopertina album[6]